# Givanildo Vieira de Souza
Givanildo Vieira de Souza (Campina Grande, 25 juli 1986) – voetbalnaam Hulk – is een Braziliaans profvoetballer die bij voorkeur in de aanval speelt. Hij speelt sinds februari 2021 bij Atlético Mineiro in zijn thuisland. Eerder speelde hij onder andere voor Shanghai SIPG, FK Zenit en FC Porto. In 2009 debuteerde hij in het Braziliaans voetbalelftal.
Hulk heeft zijn voetbalnaam te danken aan zijn uiterlijke gelijkenis met acteur Lou Ferrigno, die de Hulk speelde in The Incredible Hulk.

## Clubcarrière
Hij speelde in de jeugd van Vilanovense toen hij ontdekt werd door São Paulo. Een jaar later stapte hij echter al over naar de jeugd van Vitória. In het seizoen 2004/05 maakte hij hier zijn debuut. Hij speelde slechts een wedstrijd voor de ploeg.
In 2005 werd hij uitgeleend aan het Japanse Kawasaki Frontale. Hij speelde hier negen wedstrijden en maakte een doelpunt, waarna de ploeg besloot om hem definitief over te nemen. In 2006 werd hij meteen uitgeleend aan  Consadole Sapporo, uitkomend in de J-League 2. Hij speelde hier achtendertig wedstrijden en maakte vijfentwintig doelpunten. Hiermee was hij tweede in de topschutterstand van de J-League 2, na Humberlito Borges van Vegalta Sendai, die een doelpunt meer maakte. In 2008 werd hij opnieuw uitgeleend en dit keer aan Tokyo Verdy, tevens uitkomend in de J-League 2. Hij speelde hier tweeënveertig wedstrijden en scoorde zevenendertig keer. Dit keer werd hij wel topschutter van de J-League 2. In 2008 startte hij het seizoen bij Kawasaki Frontale en speelde twee wedstrijden voor de club. Na die twee wedstrijden werd hij definitief aangetrokken door Tokyo Verdy, dat nu in de J-League uitkwam. Hij speelde in een half seizoen elf wedstrijden en scoorde zevenmaal.
Hij vertrok in 2008 naar FC Porto dat hem voor vijftig procent kocht, de andere vijftig procent was voor het Uruguayaanse Rentistas. In mei 2011 verlengde hij zijn contract tot aan de zomer van 2016. FC Porto betaalde in eerste instantie €5.000.000,- voor hem en betaalde in 2011 nog €13.500.000,- bij aan Rentistas om zo voor vijfenentachtig procent eigenaar te worden van Hulk. Er stond in zijn contract een clausule dat de minimum transferprijs voor Hulk minstens €100.000.000,- moest zijn. Hulk werd snel de smaakmaker van FC Porto en dit leidde tot interesse van onder andere Manchester City, Chelsea, Tottenham Hotspur en FK Zenit.
Hulk tekende in september 2012 bij FK Zenit, dat €50.000.000,- voor hem betaalde, een transferrecord voor de Russische club. De Braziliaan was op dat moment de op acht na duurste speler uit de geschiedenis van het betaald voetbal. Alleen voor Cristiano Ronaldo, Zinedine Zidane, Kaká, Luis Figo, Fernando Torres, Hernán Crespo, Carlos Tévez en Radamel Falcao werd ooit meer betaald. Bij FK Zenit bracht hij de volgende vier seizoenen door. Hij werd in het seizoen 2014/15 landskampioen met de club, won in 2015 de Russische Supercup en in het seizoen 2015/16 de nationale beker.
Hulk tekende in juni 2016 een contract bij Shanghai SIPG, de nummer vier van de China Super League in het voorgaande seizoen. Dat betaalde €55.800.000,- voor hem aan FK Zenit, met eventuele latere bonussen in het vooruitzicht.
In februari 2021 vertrok Hulk na vijf seizoenen Shanghai SIPG transfervrij naar Atlético Mineiro, waar hij een contract tekende tot eind december 2022.

## Statistieken
| Seizoen | Club              | Competitie    | Competitie | Competitie | Competitie | Beker | Beker | Beker | Internationaal | Internationaal | Internationaal | Totaal | Totaal | Totaal |
| Seizoen | Club              | Competitie    | Wed.       | Dlp.       | Ass.       | Wed.  | Dlp.  | Ass.  | Wed.           | Dlp.           | Ass.           | Wed.   | Dlp.   | Ass.   |
| ------- | ----------------- | ------------- | ---------- | ---------- | ---------- | ----- | ----- | ----- | -------------- | -------------- | -------------- | ------ | ------ | ------ |
| 2005    | Kawasaki Frontale | J1 League     | 9          | 1          | 0          | 3     | 2     | 1     | —              | —              | —              | 12     | 3      | 1      |
| 2006    | → C'dole Sapporo  | J2 League     | 38         | 25         | 0          | 3     | 1     | 1     | —              | —              | —              | 41     | 26     | 1      |
| 2007    | → Tokyo Verdy     | J2 League     | 42         | 37         | 0          | 0     | 0     | 0     | —              | —              | —              | 42     | 37     | 0      |
| 2008    | Kawasaki Frontale | J1 League     | 2          | 0          | 0          | 0     | 0     | 0     | —              | —              | —              | 2      | 0      | 0      |
| 2008    | Tokyo Verdy       | J1 League     | 11         | 7          | 1          | 3     | 1     | 0     | —              | —              | —              | 14     | 8      | 1      |
| 2008/09 | FC Porto          | Primeira Liga | 25         | 8          | 9          | 8     | 1     | 1     | 10             | 0              | 0              | 43     | 9      | 10     |
| 2009/10 | FC Porto          | Primeira Liga | 19         | 5          | 9          | 4     | 2     | 2     | 8              | 3              | 1              | 31     | 10     | 12     |
| 2010/11 | FC Porto          | Primeira Liga | 26         | 23         | 16         | 11    | 5     | 4     | 16             | 7              | 7              | 53     | 35     | 27     |
| 2011/12 | FC Porto          | Primeira Liga | 26         | 16         | 11         | 4     | 1     | 3     | 9              | 4              | 2              | 39     | 21     | 16     |
| 2012/13 | FC Porto          | Primeira Liga | 3          | 2          | 0          | 0     | 0     | 0     | —              | —              | —              | 3      | 2      | 0      |
| 2012/13 | FK Zenit          | Premjer-Liga  | 18         | 7          | 3          | 3     | 1     | 3     | 9              | 3              | 1              | 30     | 11     | 7      |
| 2013/14 | FK Zenit          | Premjer-Liga  | 24         | 17         | 7          | 0     | 0     | 0     | 10             | 5              | 5              | 34     | 22     | 12     |
| 2014/15 | FK Zenit          | Premjer-Liga  | 28         | 15         | 10         | 2     | 0     | 1     | 15             | 6              | 4              | 45     | 21     | 15     |
| 2015/16 | FK Zenit          | Premjer-Liga  | 27         | 17         | 19         | 5     | 2     | 2     | 7              | 4              | 4              | 39     | 23     | 25     |
| 2016    | Shanghai SIPG     | Super League  | 7          | 4          | 1          | 0     | 0     | 0     | 1              | 0              | 0              | 8      | 4      | 1      |
| 2017    | Shanghai SIPG     | Super League  | 27         | 17         | 14         | 6     | 4     | 3     | 11             | 9              | 8              | 44     | 30     | 25     |
| 2018    | Shanghai SIPG     | Super League  | 25         | 13         | 15         | 2     | 1     | 0     | 8              | 3              | 2              | 35     | 17     | 17     |
| 2019    | Shanghai SIPG     | Super League  | 25         | 10         | 7          | 4     | 1     | 1     | 8              | 6              | 2              | 37     | 17     | 10     |
| 2020    | Shanghai SIPG     | Super League  | 16         | 6          | 0          | 1     | 0     | 1     | 4              | 2              | 0              | 21     | 8      | 1      |
| 2021    | Atlético Mineiro  | Série A       | 46         | 21         | 9          | 10    | 8     | 1     | 12             | 7              | 3              | 68     | 36     | 13     |
| 2022    | Atlético Mineiro  | Série A       | 33         | 22         | 3          | 3     | 2     | 1     | 10             | 5              | 1              | 46     | 29     | 5      |
| 2023    | Atlético Mineiro  | Série A       | 36         | 21         | 7          | 4     | 1     | 0     | 10             | 3              | 2              | 50     | 25     | 9      |
| Totaal  | Totaal            | Totaal        | 513        | 294        | 141        | 76    | 33    | 25    | 148            | 67             | 42             | 737    | 394    | 208    |

## Interlandcarrière
Hulk was een van de drie dispensatiespelers die door bondscoach Mano Menezes werden opgeroepen voor het Braziliaans olympisch voetbalelftal voor de Olympische Spelen van 2012 in Londen. De andere twee waren Real Madrid-verdediger Marcelo en PSG-speler Thiago Silva. In 2013 werd hij opgenomen in de selectie voor de FIFA Confederations Cup, die werd gewonnen door in de finale Spanje met 3–0 te verslaan. Het was het eerste toernooi voor Hulk, die voorafgaand aan de Confederations Cup wel 22 vriendschappelijke interlands afwerkte. In 2014 werd hij door bondscoach Luiz Felipe Scolari opgenomen in de selectie voor het WK in eigen land. Hulk speelde als aanvaller op de rechterflank in de openingswedstrijd van het toernooi tegen Kroatië (3–1 winst).
| Interlands van Hulk voor Brazilië       | Interlands van Hulk voor Brazilië | Interlands van Hulk voor Brazilië | Interlands van Hulk voor Brazilië | Interlands van Hulk voor Brazilië | Interlands van Hulk voor Brazilië | Interlands van Hulk voor Brazilië |
| №                                       | Datum                             | Wedstrijd                         | Uitslag                           | Soort wedstrijd                   | Doelpunten                        | Assists                           |
| Als speler bij FC Porto                 | Als speler bij FC Porto           | Als speler bij FC Porto           | Als speler bij FC Porto           | Als speler bij FC Porto           | Als speler bij FC Porto           | Als speler bij FC Porto           |
| --------------------------------------- | --------------------------------- | --------------------------------- | --------------------------------- | --------------------------------- | --------------------------------- | --------------------------------- |
| 1.                                      | 14 november 2009                  | Brazilië – Engeland               | 1 – 0                             | Vriendschappelijk                 | 0                                 | 0                                 |
| 2.                                      | 17 november 2009                  | Oman – Brazilië                   | 0 – 2                             | Vriendschappelijk                 | 0                                 | 0                                 |
| 3.                                      | 9 februari 2011                   | Frankrijk – Brazilië              | 1 – 0                             | Vriendschappelijk                 | 0                                 | 0                                 |
| 4.                                      | 5 september 2011                  | Brazilië – Ghana                  | 1 – 0                             | Vriendschappelijk                 | 0                                 | 0                                 |
| 5.                                      | 8 oktober 2011                    | Costa Rica – Brazilië             | 0 – 1                             | Vriendschappelijk                 | 0                                 | 0                                 |
| 6.                                      | 12 oktober 2011                   | Mexico – Brazilië                 | 1 – 2                             | Vriendschappelijk                 | 0                                 | 0                                 |
| 7.                                      | 10 november 2011                  | Gabon – Brazilië                  | 0 – 2                             | Vriendschappelijk                 | 0                                 | 0                                 |
| 8.                                      | 14 november 2011                  | Brazilië – Egypte                 | 2 – 0                             | Vriendschappelijk                 | 0                                 | 1                                 |
| 9.                                      | 28 februari 2012                  | Bosnië en Herzegovina – Brazilië  | 1 – 2                             | Vriendschappelijk                 | 0                                 | 0                                 |
| 10.                                     | 26 mei 2012                       | Denemarken – Brazilië             | 1 – 3                             | Vriendschappelijk                 | 2                                 | 0                                 |
| 11.                                     | 31 mei 2012                       | Verenigde Staten – Brazilië       | 1 – 4                             | Vriendschappelijk                 | 0                                 | 0                                 |
| 12.                                     | 3 juni 2012                       | Brazilië – Mexico                 | 0 – 2                             | Vriendschappelijk                 | 0                                 | 0                                 |
| 13.                                     | 9 juni 2012                       | Argentinië – Brazilië             | 4 – 3                             | Vriendschappelijk                 | 1                                 | 0                                 |
| 14.                                     | 15 augustus 2012                  | Zweden – Brazilië                 | 0 – 3                             | Vriendschappelijk                 | 0                                 | 0                                 |
| Als speler bij FK Zenit Sint-Petersburg |                                   |                                   |                                   |                                   |                                   |                                   |
| 15.                                     | 7 september 2012                  | Brazilië – Zuid-Afrika            | 1 – 0                             | Vriendschappelijk                 | 1                                 | 0                                 |
| 16.                                     | 11 september 2012                 | Brazilië – China                  | 8 – 0                             | Vriendschappelijk                 | 1                                 | 1                                 |
| 17.                                     | 11 oktober 2012                   | Brazilië – Irak                   | 6 – 0                             | Vriendschappelijk                 | 1                                 | 0                                 |
| 18.                                     | 16 oktober 2012                   | Japan – Brazilië                  | 0 – 4                             | Vriendschappelijk                 | 0                                 | 0                                 |
| 19.                                     | 21 maart 2013                     | Italië – Brazilië                 | 2 – 2                             | Vriendschappelijk                 | 0                                 | 0                                 |
| 20.                                     | 25 maart 2013                     | Brazilië – Rusland                | 1 – 1                             | Vriendschappelijk                 | 0                                 | 0                                 |
| 21.                                     | 2 juni 2013                       | Brazilië – Engeland               | 2 – 2                             | Vriendschappelijk                 | 0                                 | 0                                 |
| 22.                                     | 9 juni 2013                       | Brazilië – Frankrijk              | 3 – 0                             | Vriendschappelijk                 | 0                                 | 0                                 |
| 23.                                     | 15 juni 2013                      | Brazilië – Japan                  | 3 – 0                             | Confederations Cup                | 0                                 | 0                                 |
| 24.                                     | 19 juni 2013                      | Brazilië – Mexico                 | 2 – 0                             | Confederations Cup                | 0                                 | 0                                 |
| 25.                                     | 22 juni 2013                      | Italië – Brazilië                 | 2 – 4                             | Confederations Cup                | 0                                 | 0                                 |
| 26.                                     | 26 juni 2013                      | Brazilië – Uruguay                | 2 – 1                             | Confederations Cup                | 0                                 | 0                                 |
| 27.                                     | 1 juli 2013                       | Brazilië – Spanje                 | 3 – 0                             | Confederations Cup                | 0                                 | 1                                 |
| 28.                                     | 14 augustus 2013                  | Zwitserland – Brazilië            | 1 – 0                             | Vriendschappelijk                 | 0                                 | 0                                 |
| 29.                                     | 12 oktober 2013                   | Zuid-Korea – Brazilië             | 0 – 2                             | Vriendschappelijk                 | 0                                 | 0                                 |
| 30.                                     | 15 oktober 2013                   | Brazilië – Zambia                 | 2 – 0                             | Vriendschappelijk                 | 0                                 | 0                                 |
| 31.                                     | 17 november 2013                  | Honduras – Brazilië               | 0 – 5                             | Vriendschappelijk                 | 1                                 | 0                                 |
| 32.                                     | 20 november 2013                  | Brazilië – Chili                  | 2 – 1                             | Vriendschappelijk                 | 1                                 | 0                                 |
| 33.                                     | 5 maart 2014                      | Zuid-Afrika – Brazilië            | 0 – 5                             | Vriendschappelijk                 | 0                                 | 1                                 |
| 34.                                     | 3 juni 2014                       | Brazilië – Panama                 | 4 – 0                             | Vriendschappelijk                 | 1                                 | 0                                 |
| 35.                                     | 6 juni 2014                       | Brazilië – Servië                 | 1 – 0                             | Vriendschappelijk                 | 0                                 | 0                                 |
| 36.                                     | 12 juni 2014                      | Brazilië – Kroatië                | 3 – 1                             | WK 2014                           | 0                                 | 0                                 |
| 37.                                     | 23 juni 2014                      | Kameroen – Brazilië               | 1 – 4                             | WK 2014                           | 0                                 | 0                                 |
| 38.                                     | 28 juni 2014                      | Brazilië – Chili                  | 1 – 1                             | WK 2014                           | 0                                 | 0                                 |
| 39.                                     | 4 juli 2014                       | Brazilië – Colombia               | 2 – 1                             | WK 2014                           | 0                                 | 0                                 |
| 40.                                     | 8 juli 2014                       | Brazilië – Duitsland              | 1 – 7                             | WK 2014                           | 0                                 | 0                                 |
| 41.                                     | 12 juli 2014                      | Brazilië – Nederland              | 0 – 3                             | WK 2014                           | 0                                 | 0                                 |
| 42.                                     | 5 september 2015                  | Brazilië – Costa Rica             | 1 – 0                             | Vriendschappelijk                 | 1                                 | 0                                 |
| 43.                                     | 8 september 2015                  | Verenigde Staten – Brazilië       | 1 – 4                             | Vriendschappelijk                 | 1                                 | 0                                 |
| 44.                                     | 8 oktober 2015                    | Chili – Brazilië                  | 2 – 0                             | Kwalificatie WK 2018              | 0                                 | 0                                 |
| 45.                                     | 13 oktober 2015                   | Brazilië – Venezuela              | 3 – 1                             | Kwalificatie WK 2018              | 0                                 | 0                                 |

Bijgewerkt op 14 oktober 2015.

## Palmares
Tokyo Verdy
- J-League 2: 2007

 FC Porto
- UEFA Europa League: 2010/11
- Primeira Liga: 2007/08, 2008/09, 2010/11, 2011/12
- Taça de Portugal: 2008/09, 2009/10, 2010/11
- Supertaça Cândido de Oliveira: 2009, 2010

 FK Zenit
- Premjer-Liga: 2014/15
- Beker van Rusland: 2015/16
- Russische Supercup: 2015

 Brazilië
- FIFA Confederations Cup: 2013

Individueel
- Topscorer J-League 2: 2007
- Topscorer Primeira Liga: 2011
- Primeira Liga Speler van het Jaar: 2009, 2011, 2012
- Primeira Liga Speler van de Maand: februari 2009, september 2010, oktober 2010, december 2010, januari 2011, april 2012

1 Gabriel ·
2 Rafael ·
3 Thiago Silva  ·
4 Juan Jesus ·
5 Sandro Raniere ·
6 Marcelo ·
7 Lucas Moura ·
8 Rômulo ·
9 Leandro Damião ·
10 Oscar ·
11 Neymar ·
12 Hulk ·
13 Bruno Uvini ·
14 Danilo ·
15 Alex Sandro ·
16 Ganso ·
17 Alexandre Pato ·
18 Neto ·
Coach: Menezes
1 Jefferson ·
2 Dani Alves ·
3 Thiago Silva  ·
4 David Luiz ·
5 Fernando ·
6 Marcelo ·
7 Leiva ·
8 Hernanes ·
9 Fred ·
10 Neymar ·
11 Oscar ·
12 Júlio César ·
13 Dante Bonfim ·
14 Filipe Luís ·
15 Jean ·
16 Réver ·
17 Luiz Gustavo ·
18 Paulinho ·
19 Hulk ·
20 Bernard ·
21 Jô ·
22 Diego Cavalieri ·
23 Jádson ·
Coach: Scolari
1 Jefferson ·
2 Dani Alves ·
3 Thiago Silva  ·
4 David Luiz ·
5 Fernandinho ·
6 Marcelo ·
7 Hulk ·
8 Paulinho ·
9 Fred ·
10 Neymar ·
11 Oscar ·
12 Júlio César ·
13 Dante Bonfim ·
14 Maxwell ·
15 Henrique ·
16 Ramires ·
17 Luiz Gustavo ·
18 Hernanes ·
19 Willian ·
20 Bernard ·
21 Jô ·
22 Victor ·
23 Maicon ·
Coach: Scolari